# 檍人
檍人（あおきんど）は、宮崎県宮崎市の檍地域自治区に活動拠点を置くボランティア団体。
地域をもっとげんきに！たのしく！おもしろくをコンセプトに地域活動を行う。

## 概要
2016年に宮崎市の地域創生/地域活性化へ向けた取り組みである「地域のお宝発掘・発展・発信事業」において檍地域自治区にて活動を行う事業者として結成。